# آزاواخ
آزاواخ نژادی از سگها در آفریقای غربی است که به عنوان سگ شکاری مورد استفاده قرار می‌گیرد، آنها همچنین به دلیل کمبود گوشت شکار در منطقه به وظیفه دوم نگهبان کمپ منتقل شده‌اند. این نژاد از سگ با ریشه‌های باستانی در سراسر منطقه ساحلی مالی، نیجر و بورکینافاسو یافته می‌شود. این منطقه شامل دره آزاواگ است که آزاواخ مربوط آن نامگذاری شده‌است. آزاواخ معمولاً توسط قوم طوارق پرورش داده می‌شود.

## مشخصات

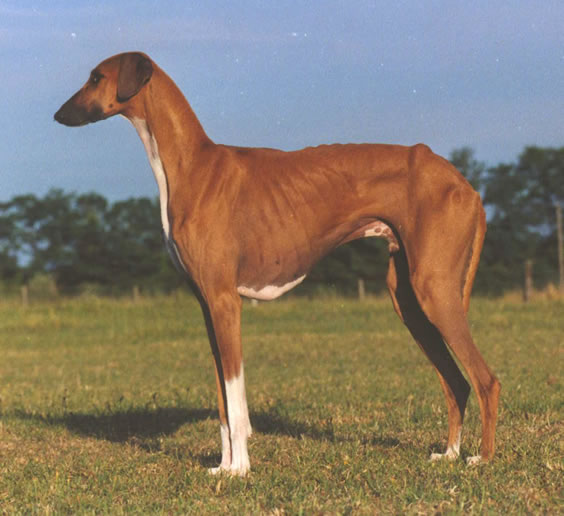
یک آزاواخ نر

### ظاهر
شکل اندام آزاواخ بسیار شبیه سگهای شکاری خاورمیانه و هند جنوبی است. همه سگهای شکار با سرعت بالا هستند اگرچه چندین تفاوت آشکار وجود دارد. به عنوان مثال، آزاواخ دارای یک کمر صاف و کوتاه همراه با پاهای بلند، که پشت را بالاتر قرار می‌دهد. آزاواخ دارای چشم بادامی و نازک است.

### قد و وزن
این سگ به‌طور استاندارد دارای وزن از ۳۳ تا ۵۵ پوند (۱۵ تا ۲۵ کیلوگرم) و ارتفاع ۲۴ تا ۲۹ اینچ (۶۱ تا ۷۴ سانتیمتر) است. موی بدن این سگ بسیار کوتاه است و تقریباً روی شکم وجود ندارد و ساختار استخوانی آن به وضوح از طریق پوست و عضلات قابل مشاهده است. عضلات این سگ «خشک» هستند، به این معنی که برخلاف گری هوند کاملاً صاف هستند؛ که از این نظر مشابه سالوکی در نظر گرفته می‌شوند.